# Grön cochoa
Grön cochoa (Cochoa viridis) är en asiatisk fågel i familjen trastar inom ordningen tättingar.

## Utseende
Grön cochoa är en stor (28 cm), färgglad trast i grönt, blått och svart. Fjäderdräkten är huvudsakligen grön med blått huvud och en blå stjärt med svart ändband. Hanen har blå vingpanel på svart vinge, medan den hos honan har mer grön anstrykning. Kroppen hos ungfågeln är täckt av tydliga orangebruna fläckar och fjäll, medan vingar och stjärt är tecknade som hos adulta fåglar.

## Utbredning och systematik
Grön cochoa förekommer i bergsskogar i norra Indien till sydvästra Kina, Myanmar och Indokina. Den behandlas som monotypisk, det vill säga att den inte delas in i några underarter.

## Status och hot
Arten har ett stort utbredningsområde och en stor population, men tros minska i antal, dock inte tillräckligt kraftigt för att den ska betraktas som hotad. Internationella naturvårdsunionen IUCN kategoriserar därför arten som livskraftig (LC).

## Namn
Brian Houghton Hodgson gav fåglarna i släktet namnet Cochoa efter nepalesiska skogsarbetare som kallade purpurcochoa för Cocho.

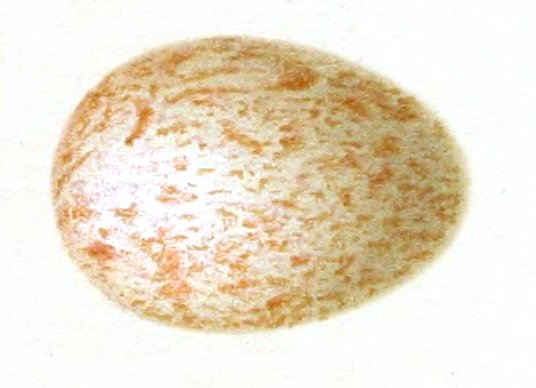